# Rott (flod)
Rott er en 109 km lang flod i den tyske delstat Bayern, og en biflod af Inns bifloder fra   venstre. Den har sit udspring i kommunen Wurmsham i
Niederbayern mellem Landshut og Waldkraiburg. Den løber mod øst gennem et landligt område med små landsbyer, heriblandt Neumarkt-Sankt Veit, Eggenfelden, Pfarrkirchen og Pocking. Den munder ud i Inn på den anden side af Schärding, på grænsen til Østrig.
48°20′59″N 12°21′00″Ø / 48.3497°N 12.3501°Ø